# Царев (ерик)
Царев — протока в Астраханской области России, ерик дельты Волги.
Длина — 49 км. Протока берёт начало в городской черте Астрахани. Ерик Царев разветвляется на ряд других проток; сливаясь с протокой Нижняя Веселовская образует протоку Чёрную.
На берегах ерика расположены село Осыпной Бугор, посёлок Кирпичного завода № 1, сёла Фунтово-1 и Фунтово-2.

## Этимология
Известно что местные татары живущие и по ныне на берегах этой реки, ранее называли ее «Тиек».
По одной из версий свое название «Царев» река получила от прибытия Петра I в Астрахань, который высадился на ее берегу. По другой версии река получила своё название от последнего астраханского хана (так как ранее в русских документах ханов именовали царями), который разбил здесь свое поселение после захвата Астрахани.